# Акак
Акак или Акакус (грч. Ἄκακος), према грчкој митологији био је Ликаонов син и оснивач града Акакесија (грч. Ἀκακήσιον) у Аркадији.

## Митологија
Богиња Маја је Зевсу родила сина, Хермеса, на планини Килени у Аркадији. Током детињства га је васпитавао Акакус, због чега Хермеса још називају и Акакесије. Према путописцу Паусанији, Акак је оснивач града Акакесија у подножју брда Килене, чији је био и краљ.